# Mano roja del Úlster
La mano roja del Úlster (en irlandés: Lámh Dhearg Uladh), también conocida como mano roja de Irlanda, es un símbolo irlandés utilizado en heráldica para representar a menudo la provincia irlandesa de Úlster, aunque históricamente la mano ha sido utilizada por muchos clanes irlandeses en toda la isla. Es una mano abierta de color rojo, con los dedos apuntando hacia arriba, el pulgar paralelo a los dedos y la palma hacia delante. Por lo general, se muestra como una mano derecha pero a veces es una mano izquierda, como en los escudos de armas de los baronets.

## Historia

Sello original de la mano roja de Ó Néill.

La mano roja tiene sus raíces en la cultura gaélica y, aunque se desconoce su origen y significado, se cree que se remonta a la época pagana.
La mano roja se documenta por primera vez en registros que sobrevivieron del siglo XIII, donde fue utilizada por los condes hiberno-normandos de Burgh de Úlster. Walter de Burgh se convirtió en el primer conde de Úlster en 1243 y combinó la cruz de Burgh con la mano roja para crear una bandera que representaba al condado de Úlster; más tarde se convirtió en la bandera moderna del Úlster.
Posteriormente fue adoptada por los O’Neill (Uí Néill) cuando asumieron el antiguo reino de Úlster (Ulaid), inventando el título Rex Ultonie (‘rey de Úlster’) para ellos mismos en 1317 y luego reclamándolo sin oposición a partir de 1345 en adelante. Un uso temprano de la mano derecha en la heráldica irlandesa puede verse en el sello de Aodh Reamhar O’Neill, rey de los irlandeses de Úlster de 1344 a 1364.
Un poema de principios del siglo XV de Mael Ó hÚigínn lleva el nombre de Lámh dhearg Éireann í Eachach, y su primera línea es una variación del título: Lamh dhearg Éiriond Ibh Eathoch, traducido como ‘Los Úí Eachach son la «mano roja» de Irlanda’. Los Uí Eachach eran una de las tribus Cruthin —conocidas como Dál nAraidi después de 773— que componían el antiguo reino de Ulaid.
Se cree que el símbolo de la mano roja fue utilizado por los O’Neill durante su guerra de los Nueve Años (1594-1603) contra el dominio inglés en Irlanda, y el grito de guerra lámh dearg Éireann abú! (‘la mano roja de Irlanda a la victoria’) también se asoció con ellos. Un escritor inglés de la época señaló «La antigua mano roja del Úlster, la maldita mano roja, ¡un conocimiento terrible! ¡Y en alusión a ese terrible conocimiento, el grito de batalla de Lamh dearg abu!».
La Orden de Baronets fue instituida por patentes reales fechadas el 10 de mayo de 1612 que establecían que «los Baronets y sus descendientes deben y pueden llevar, ya sea en un cantón en su escudo de armas, o en un escudo, a su elección, las armas de Úlster, es decir, en un campo de plata, una mano de gules o una mano ensangrentada». Los baronets más antiguos usaban una mano dexter (derecha) al igual que los O’Neill, sin embargo, más tarde se convirtió en una mano siniestra (izquierda).

### Disputa por la propiedad
Los derechos exclusivos sobre el uso del símbolo de la mano roja han sido objeto de debate a lo largo de los siglos, principalmente si pertenecía a los O’Neill (Uí Néill) o los Magennis (Méig Aonghasa). Los O’Neill se convirtieron en la dinastía principal de los Cenél nEógain del norte de Uí Néill y más tarde de los reyes de Úlster, mientras que los Magennis fueron la dinastía gobernante de los Uí Eachach Cobo, la principal dinastía de los Cruthin de Ulaid, y también jefe de la Clanna Rudraige. Un poema del siglo XVI señaló el desacuerdo entre el Síol Rúraí (un alias de Clanna Rudraige) y el norte de Uí Néill.
Una disputa fechada en 1689 surgió entre varios poetas irlandeses sobre cuál reclamo de la mano roja era la más legítima.
- Diarmaid Mac an Bhaird, uno de los últimos poetas bardos irlandeses completamente entrenados,[18] amonesta el reclamo de los O’Neill a la mano roja, argumentando que pertenece con razón a los Magennis, a quienes debería permitírseles quedársela.[16] Apoya su afirmación citando varios textos medievales que atribuyen el emblema a Conall Cernach, el legendario antepasado del Uí Eachach Cobo.[16]
- Eoghan Ó Donnghaile refuta el reclamo del Clanna Róigh (Clanna Rudraige) al símbolo.[16] Cita una historia basada en Lebor Gabála Érenn que afirma que pertenece a los descendientes de Éremón, de quienes se dice que desciende Conn de las Cien Batallas y, por lo tanto, los O’Neill.[16]
- Niall Mac Muireadhaigh rechaza ambas afirmaciones y afirma que el símbolo pertenece al Clann Domhnaill (descendiente de los Tres Collas, los antepasados legendarios de los Airgíalla).[16] Mac Muireadhaigh trata a Ó Donnghaile como un tonto y encuentra deplorable que sea un escritor.[16]

Otras cuartetas poéticas en la disputa fueron escritas por Mac an Baird, Ó Donnghaile, y por el hijo de Mac an Bhaird, Eoghain. Los Mac an Bhairds parecen ridiculizar a Ó Donnghaile por no provenir de una familia de bardos hereditarios y por ser de muy bajo rango y sin honor, además de insinuar el vínculo genealógico de su familia con los O’Neill.
Escribiendo en 1908, el entonces jefe del clan O’Neill dice de la mano roja: «La historia nos enseña que ya en los días paganos fue adoptada por los O’Neill de los Macgennis, que eran príncipes en la región del norte de Irlanda habitada por ellos».

### Posibles orígenes
Los involucrados en la disputa de los bardos de 1689 afirmaron que el símbolo de la mano roja provenía de un antepasado legendario que puso su mano manchada de sangre en un estandarte después de la victoria en la batalla:
- Diarmaid Mac an Bhaird afirmó que Conall Cernach puso su mano ensangrentada en un estandarte luego de vengar la muerte de Cúchulainn, y ha pertenecido a los descendientes de Conall desde entonces. Esto, dice, está respaldado por textos medievales como la Scéla Mucce Meie Da Thó (‘El cuento del cerdo de Mac Da Thó’), el Leabhar Ultach (también conocido como Senchas Ulad y Senchas Síl Ír) y el comienzo del poema de Ó hÚigínn Lámh Éireann í Eachach.[16]
- Eoghan Ó Donnghaile, basando su relato en el Lebor Gabála Érenn, afirmó que después de que los milesianos derrotaran a los Tuatha Dé Danann, se les otorgaron tres objetos preciosos, entre ellos un estandarte con la mano roja. Este estandarte terminó en manos de los descendientes del hijo de Míl, Érimón, de quienes se dice que desciende Conn de las Cien Batallas y, por lo tanto, los O’Neill. Los textos que sobrevivieron del Lebor Gabála Érenn mencionan cuatro tesoros pero no un estandarte.[16]
- Niall Mac Muireadhaigh afirmó que cuando los Tres Collas derrotaron a los Ulaid, uno de los Collas colocó su mano ensangrentada en un estandarte que les quitaron. Luego declara que el Clann Domhnaill usó este símbolo en su propio tiempo y acepta el poema Lámh Éireann í Eachach. Sin embargo, según el historiador Gordon Ó Riain, Mac Muireadhaigh confundió el elemento í Eachach con los descendientes de Echu Doimlén, padre de los Collas, cuando en realidad se refiere a Echu Coba, ancestro legendario de los Magennises.[16]

El historiador Francis J. Bigger señala el uso de una mano derecha por parte de los O’Neill alrededor de 1335, y cree que puede haber sido para ellos un símbolo de ayuda y fuerza divinas, al tiempo que sugiere que los antiguos fenicios pudieron haber traído el símbolo a Irlanda.
En la literatura irlandesa medieval, a varios reyes reales y legendarios se les dio el sobrenombre de «mano roja» para significar que eran grandes guerreros. Uno es el mítico gran rey de Irlanda, Lugaid Lámderg (‘Lugaid el de la mano roja’), quien según Eugene O'Curry es citado en una leyenda irlandesa como rey de los Cruthin de Ulaid durante el reinado del mítico Conchobar. En la edad media, los O’Neill creían que un rey mesiánico «con una mano roja» llamado Aodh Eangach vendría para guiarlos y expulsar a los ingleses de Irlanda. En una edición de 1901 de All Ireland Review, un escritor llamado «MM» sugiere que la mano roja lleva el nombre del fundador de la Clanna Rudraige, Rudraige mac Sithrigi, y que el nombre de Rudraige puede significar ‘muñeca roja’ . En otra edición, un «YM» sugiere lo mismo, argumentando que el nombre de Rudraige significa ‘brazo rojo’. También sugieren que la Cróeb Ruad (Rama Roja) de la antigua Ulaid en realidad puede provenir de crob y ruadh (mano roja).
En otra leyenda que se ha extendido, se habla de que el primer hombre que pusiera su mano sobre la provincia de Úlster la reclamaría. Como resultado, los guerreros se apresuraron hacia la tierra mientras uno se cortó la mano y la arrojó sobre sus compañeros, ganando así su derecho a la provincia. En algunas versiones del cuento, la persona que se corta la mano pertenece a los O’Neill, o es el propio Niall de los nueve rehenes.[cita requerida] En otras versiones, la persona es el mítico Érimón.

### «Mano roja» como sobrenombre
En la literatura irlandesa medieval, a varios reyes reales y legendarios se les dio el sobrenombre de «mano roja» o «el de la mano roja» (lámhdhearg o crobhdhearg). Con el apodo se quería significar que el personaje era un gran guerrero, enrojecida su mano con la sangre de sus enemigos.
- El antiguo dios irlandés Nuada Airgetlamh («el del brazo de plata») también era conocido por el alias Nuada Derg Lamh, «el de la mano roja», entre otros alias. Nuada figura en el Gran Libro de Lecan como el antepasado de Eóganachta y Dál gCais de Munster.[28]
- Lugaid Lámderg es una figura legendaria que aparece en el Libro de Leinster y el «pasado caótico» del descenso del Dál gCais.[29] Su epíteto de «mano roja», fue transferido a Lugaid Meann alrededor del comienzo del período histórico irlandés.[30]
- Labraid Lámderg («mano roja» Labraid) es un personaje del ciclo feniano de la mitología irlandesa.[1][31]
- Los Anales de los cuatro maestros mencionan a «Reachta Righdhearg» (Rechtaid Rígderg) como un Gran Rey de Irlanda. Se ganó el nombre de «Righdhearg» según Geoffrey Keating, ya que tenía un brazo que «excedía al rojo». Reachta figura como bisnieto de «Lughaigdh Lamdhearg» (Lugaid Lámderg).[32]
- Cathal Crobhdearg Ua Conchobair, también conocido como «Cathal “el de la mano roja” O’Conor», fue un rey de Connacht a principios del siglo XIII.[33] Existe un poema que se cree fue compuesto entre 1213 y la muerte de Cathal en 1224, que hace referencia frecuente a la mano roja de Cathal.[34]
- Meredith Hanmer cita a Dermott Lamhdearg en sus Crónicas de Irlanda (publicado por primera vez en 1633), como un rey de Leinster que libró una batalla a principios del siglo V contra un ejército de invasores en Knocknigen, cerca de Dublín.[35]
- Los Kavanagh de Borris, condado de Carlow, descienden de Dermot Kavanagh Lamhdearg, señor de St Mullin, segundo hijo de Gerald Kavanagh, señor de Ferns en 1431. Gerald era descendiente de Domhnall Caomhánach, hijo de Diarmuid Mac Murchadha, rey de Leinster.[36]
- Los Cavenagh de Kildare que se convirtieron en parte del dominio protestante son parientes de los Kavanagh de Borris y, según sus propias tradiciones, afirman descender de un Cathair Rua Caomhánach que se decía que descendía de la rama Lámhdhearg (Mano Roja) del clan Caomhánach.[37]
- En el poema clásico irlandés Carn Fraoich Soitheach na Saorchlann, se menciona a «un descendiente (literalmente hija) de los reyes de la mano roja de Leinster».[38] Este poema, así como el poema relacionado Osnach Carad i gCluain Fraoch, mencionan un Carn Lámha, el lugar donde se enterró la mano de Fraoch.[39]
- Gleoir Lamhderg, o Gleoir el de la mano roja, era un rey de Lamraighe y supuestamente el padrastro de Fionn mac Cumhaill del ciclo feniano. Se dice que los Lamraighe descienden de Lamha, un hijo de Conchobar, un legendario rey del Úlster.[40]

## Símbolos similares
La dextera dei, o ‘mano derecha de Dios’, es un símbolo que aparece en sólo tres cruces altas en Irlanda: la Cruz de Muiredach en Monasterboice ; la Cruz del rey Flann (también conocida como la Cruz de las escrituras) en Clonmacnoise; y la Cruz en la calle de Kells. Los dos primeros tienen la mano completa con los dedos extendidos de forma similar a la mano roja. La forma y posición de la dextera dei de Kells es de un patrón que se encuentra generalmente en el continente, mientras que el usado en Monasterboice y Clonmacnoise parece ser único dentro de la cristiandad.
Francis J. Bigger sugiere que la dextera dei representa la expresión figurativa del Viejo Mundo para significar fuerza y poder, y tales símbolos de manos se pueden encontrar en civilizaciones antiguas, incluidos, entre otros, los asirios, babilonios, cartagineses, caldeos y fenicios. También es utilizado por judíos, musulmanes y se puede encontrar en Palestina y Marruecos. Los aborígenes australianos veneraban las manos de sus jefes fallecidos. Otro historiador, F. J. Elworthy, según Bigger, demostró de manera concluyente el carácter antiguo y el uso generalizado del símbolo entre las primeras civilizaciones paganas.
Según Charles Vallancey en 1788, una mano roja apuntando hacia arriba era el símbolo de la armadura de los reyes de Irlanda, y todavía estaba en uso por la familia O’Brien, cuyo lema era Lamh layir an uachdar, que significa ‘la mano fuerte hacia arriba’ o ‘la mano fuerte prevalecerá’. Las manos ocupan un lugar destacado en la publicación del siglo XVIII de Dermot O'Connor Blasones y terminología heráldica irlandesa, con el clan de Ó Fearghail llevando el lema Lámh dhearg air chlogad lúptha.

## Uso moderno

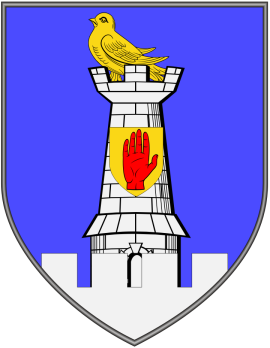
Escudo de armas de Monaghan.

La forma de uso común es una mano derecha abierta (dexter) de color rojo, con los dedos apuntando hacia arriba, el pulgar paralelo a los dedos y la palma hacia adelante.
Los escudos de armas usados por aquellos cuyos apellidos son de ascendencia Uí Néill —Ó Donnghaile, Ó Catháin, Mac Aodha, Ó Dálaigh, Ó Maéilsheachlainn y Ó Ceatharnaigh, por nombrar solo algunos— todos presentan la mano roja de alguna forma. En el escudo de armas de Ó Néill y Donnelly con la mano roja, el lema es Lámh Dhearg Éireann (‘mano roja de Irlanda’). El blasón de los jefes del clan escocés MacNeil (de Barra) contienen la mano roja; el clan ha afirmado tradicionalmente descender de Niall de los nueve rehenes. Muchas otras familias han utilizado la mano roja para resaltar una ascendencia del Úlster. El jefe de la familia Guinness, el Conde de Iveagh, tiene tres manos rojas en su escudo de armas concedidas ya en 1891.
La mano roja está presente en varias crestas de los condados del Úlster, como Antrim, Cavan, Londonderry, Monaghan y Tyrone. Más tarde se la incluyó en el estandarte del Úlster, la bandera del ahora abolido gobierno de Irlanda del Norte. También lo utilizan muchas otras organizaciones oficiales y no oficiales en toda la provincia del Úlster y el resto de Irlanda.
El escudo de la Honorable Sociedad Irlandesa que llevó a cabo la colonización del Úlster lleva en sí la mano roja.
La mano roja se puede considerar como uno de los pocos símbolos intercomunitarios utilizados en Irlanda del Norte (que conforma seis de los nueve condados del Úlster), trascendiendo divisiones políticas sectarias. Debido a sus raíces como símbolo gaélico irlandés, los grupos nacionalistas/republicanos han usado (y continúan usando) la mano roja. Por ejemplo, el Ejército Ciudadano Irlandés, la Asociación Nacional de Tumbas de Belfast, el Sindicato de Trabajadores de Transporte y General de Irlanda y algunos clubes de la Asociación Atlética Gaélica en el Úlster. Otras organizaciones en los nueve condados del Úlster, lo utilizan felizmente en los seis condados del Úlster dentro de Irlanda del Norte, como el Ulster Hockey Union. Éstas son apoyadas por ambos lados de la comunidad: nacionalista y unionista. Como símbolo más identificable del Úlster, a principios del siglo XX también ha sido utilizado por sindicalistas y leales de Irlanda del Norte, como su uso en el Pacto del Úlster (1912) y en el escudo del Gobierno de Irlanda del Norte (desde 1922 hasta su abolición), la bandera del Úlster (la antigua bandera del gobierno de Irlanda del Norte), los Voluntarios del Úlster y los grupos paramilitares leales basados solo en Irlanda del Norte, como la Fuerza Voluntaria del Úlster y la Asociación en Defensa del Úlster, entre otros.

### Baronets

Las armas del vizconde Brookeborough indican que el vizconde también es baronet: O, una cruz grabada en gules pálidos y sable, una media luna para diferenciar.

Una mano roja izquierda (siniestra) es una opción para los baronets que quieran indicar su rango en sus escudos. El College of Arms lo permitió formalmente en 1835, dictando que los baronets de Inglaterra, Irlanda, Gran Bretaña o el Reino Unido pueden «llevar un cantón en su escudo de armas, o en un escudo, a su gusto, las armas del Úlster (a saber) una mano de gules o una mano ensangrentada en un campo de plata». Está blasonado de la siguiente manera: Una mano siniestra golpeada en la muñeca extendida en gules pálidos.
El rey Jacobo I de Inglaterra estableció la orden hereditaria de los baronets en Inglaterra el 22 de mayo de 1611, en palabras de Collins (1741): «para la plantación y protección de todo el Reino de Irlanda, pero más especialmente para la defensa y seguridad de la provincia del Úlster, y por lo tanto para su distinción, los de esta orden y sus descendientes pueden llevar (la mano roja del Úlster) en sus escudos de armas ya sea en un cantón o un escudo a su elección». Dichos baronets también pueden mostrar la mano roja del Úlster por sí sola como una insignia, suspendida por una cinta debajo del escudo de armas. Los baronets de Nueva Escocia, a diferencia de otros baronets, no usan la mano roja, pero tienen su propia insignia que muestra las armas reales de Escocia en un escudo sobre la cruz de San Andrés. La versión de la mano izquierda también ha sido utilizada por los Silvicultores Nacionales Irlandeses, el Ejército Ciudadano Irlandés y el Sindicato de Trabajadores Federados de Irlanda.

### Ejemplos

Bandera de la provincia de Úlster.
Bandera de cuatro provincias de Irlanda.
Bandera del parlamento de Irlanda del Norte (1953-1972).
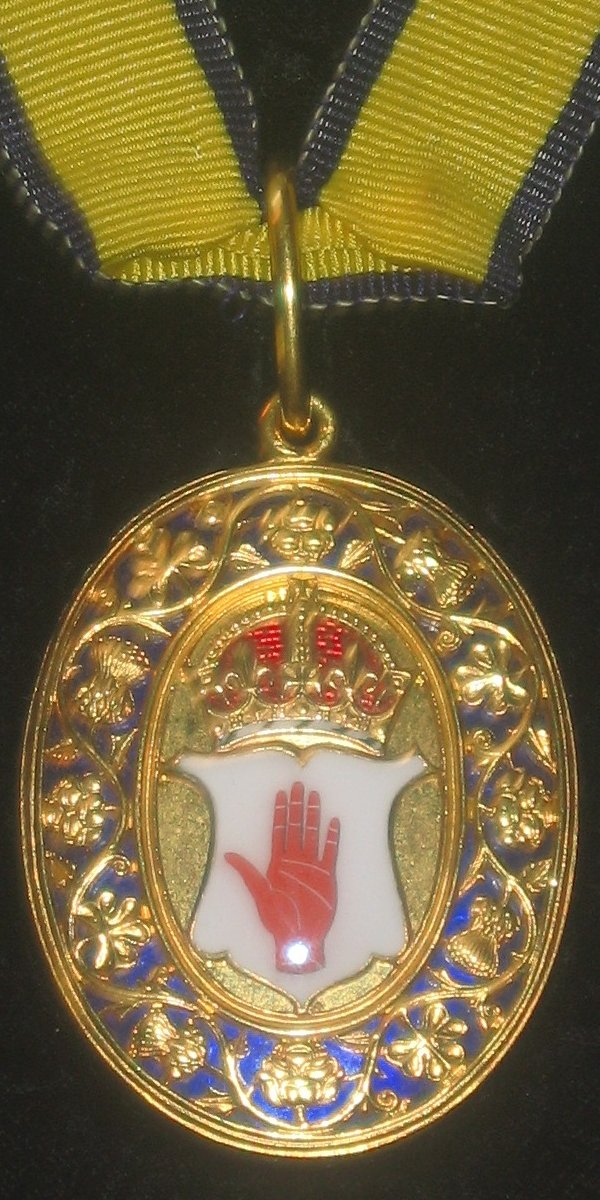
Insignia usada por baronets del Reino Unido.
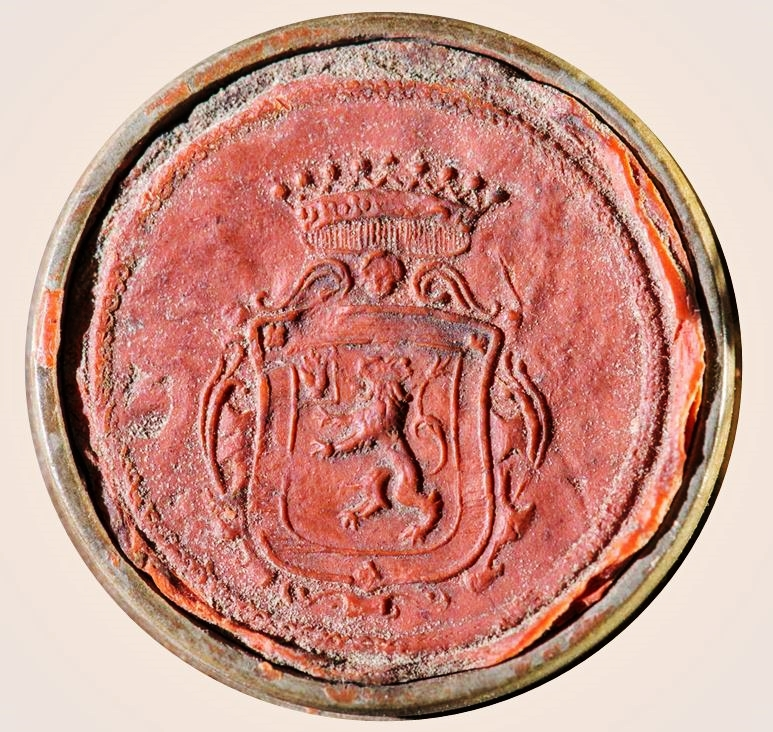
Sello con la mano izquierda para los baronets de Curtius.
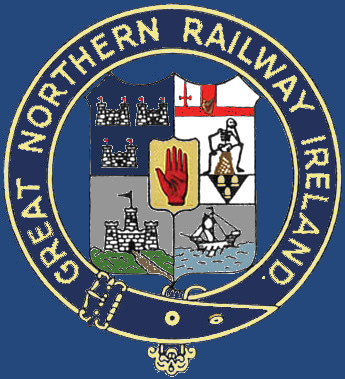
Escudo de armas del Great Northern Railway de Irlanda (GNR).
Armas del Salón familiar de O’Neill en la Universidad de Notre Dame.
Armas de Magennis de Iveagh.
Brazos de McCartan, rama de los Magennis.